# روي فاريا
روي فاريا (بالبرتغالية: Rui Faria) هو مدرب كرة قدم برتغالي (من مواليد 14 يونيو 1975)، اشتهر بعمله كمساعد للمدرب الشهير جوزيه مورينيو لفترة طويلة، ويشغل الآن منصب المدير الفني لنادي الدحيل المنافس ضمن أندية دوري نجوم قطر منذ عام 2019.

## روابط خارجية
- روي فاريا على موقع قاعدة بيانات كرة القدم.إي يو (الإنجليزية)
- روي فاريا على موقع Soccerway.com (الإنجليزية)
- روي فاريا على موقع عالم كرة القدم.نت (الإنجليزية)